# Blanche Petrich
Blanche Petrich Moreno (Ciudad de México, 30 de enero de 1952), conocida como Blanche Petrich, es una periodista mexicana que ha cubierto conflictos armados en Guatemala, Nicaragua y El Salvador. Trabaja para el periódico mexicano La Jornada.

## Formación académica
Egresada de la licenciatura en periodismo de la Escuela Carlos Septién García, ha realizado diplomados en periodismo internacional en El Colegio de México y en la Universidad del Sur de California.[cita requerida]

## Trayectoria
Inició carrera en 1976 como reportera de El Correo de la Tarde, en Mazatlán, Sinaloa. De 1975 a 1977 fue la redactora de la sección internacional de El Día, fue parte del grupo de periodistas que fundaron el unomasuno de 1980 a 1984, posteriormente se convirtió en reportera de asuntos internacionales de La Jornada de 1984 a 1993. Es parte del equipo de investigación de WikiLeaks de La Jornada.
Realizó coberturas en Centroamérica y el Caribe, Colombia, Sudamérica, frontera norte, Europa del Este e Irak.
De 1993 a 1996 fue corresponsal de La Opinión de Los Ángeles, Ca. en México. Se desenvolvió como comentarista en los siguientes noticieros: "Así es la noticia" de Radio Trece, "En contraste" de Televisa. De 1997 a 1999 condujo la barra vespertina de Detrás de la Noticia" de Radiópolis.
En 2006-2007 condujo el programa De este lado para Telesur.
Ha impartido la materia “Geopolítica de la información” y “Noticia” a nivel licenciatura y la cátedra “Periodismo político” a nivel maestría en la Escuela Carlos Septién García.

## Publicaciones
- “El Salvador, testigos de la Guerra”, Editorial Planeta, 1992.
- “First World Ha-ha-ha”, Editorial City Lights de San Francisco, Ca. 1994.
- “Los amos de México”, Editorial Planeta, 2007.
- “Miguel Angel Granados Chapa, maestro y periodista” 2008.

## Reconocimientos
- Ganadora del Premio Nacional de Periodismo Carlos Septién 2013.[7][8]